# Santiago Cañizares
José Santiago Cañizares Ruiz (Madrid, 18 december 1969) is een Spaans voormalig voetballer.

## Clubcarrière
Santiago Cañizares begon zijn profloopbaan bij Real Madrid. Hij zat daar al sinds 1988/89 bij de selectie, maar kwam er niet aan spelen toe. Tot zijn terugkomst bij de Koninklijke in 1994, speelde hij een jaar bij Castilla, Elche en Mérida en twee jaar voor Celta de Vigo. Hij bleef tot 1998 bij Real Madrid, waar hij twee landstitels had veroverd en een UEFA Champions League, zij het als reservedoelman. Sinds 1998 speelde hij bij Valencia. In november 2007 werd hij uit de selectie gezet door toenmalig trainer Ronald Koeman. Nadat Koeman na een half jaar weer ontslagen werd, was er geen plaats meer voor Cañizares bij Valencia en werd in mei 2008 zijn tot 2009 lopende contract ontbonden. Hij speelde in tien jaar tijd 305 competitiewedstrijden voor Valencia. Na de ontbinding van zijn contract besloot hij zijn voetbalcarrière te beëindigen.

## Interlandcarrière
Cañizares speelde in totaal 46 interlands voor Spanje, waarin hij 22 tegentreffers moest incasseren. Hij maakte zijn debuut op 17 november 1993 in de WK-kwalificatiewedstrijd in Sevilla tegen Denemarken, die met 1–0 werd gewonnen dankzij een doelpunt van Fernando Hierro. Cañizares trad in dat duel na elf minuten aan als vervanger van Francisco Camarasa, nadat de toenmalige eerste keuze Andoni Zubizarreta een rode kaart had gekregen van de Griekse scheidsrechter Vasilis Nikakis. Cañizares zat bij de selectie voor het WK 2002, maar moest door een opvallende blessure het toernooi aan zich voorbij laten gaan. Tijdens een trainingskamp een maand voor het WK liet hij een fles parfum vallen op zijn voet. Hij scheurde hierdoor een pees. Zijn 46ste en laatste interland speelde Cañizares op 23 juni 2006, toen Spanje het bij het WK 2006 opnam tegen Saoedi-Arabië en in Kaiserslautern met 1–0 zegevierde door een treffer van Juanito.

## Erelijst
Real Madrid
- La Liga: 1994/95, 1996/97
- Supercopa de España: 1997
- UEFA Champions League: 1997/98

 Valencia
- La Liga: 2001/02, 2003/04
- Copa del Rey: 1998/99
- Supercopa de España: 1999
- UEFA Cup: 2003/04
- UEFA Super Cup: 2004
- UEFA Intertoto Cup: 1998

 Spanje onder 16
- Europees kampioenschap voetbal onder 16: 1986

 Spanje onder 23
- Olympische Spelen: 1992

Individueel
- Trofeo Zamora: 1992/93 (gedeeld), 2000/01, 2001/02, 2003/04
- UEFA Team van het Jaar: 2001

1 Cañizares ·
2 Ferrer ·
3 Lasa ·
4 Solozábal ·
5 Juanma ·
6 Villabona ·
7 Amavisca ·
8 Enrique ·
9 Guardiola ·
10 Abelardo ·
11 Manjarín ·
12 Paqui ·
13 Jiménez ·
14 Vidal ·
15 Soler ·
16 Miguel · 
17 Berges ·
18 Pinilla ·
19 Kiko ·
20 Alfonso ·
Coach: Miera
1 Zubizarreta  ·
2 Ferrer ·
3 Otero ·
4 Camarasa ·
5 Abelardo ·
6 Hierro ·
7 Goikoetxea ·
8 Guerrero · 
9 Guardiola ·
10 Bakero ·
11 Begiristain ·
12 Sergi Barjuán ·
13 Cañizares ·
14 Juanele ·
15 Caminero ·
16 Miñambres ·
17 Voro ·
18 Alkorta ·
19 Salinas ·
20 Nadal ·
21 Enrique ·
22 Lopetegui ·
Coach: Clemente
1 Zubizarreta  ·
2 López ·
3 Belsué ·
4 Alkorta ·
5 Abelardo ·
6 Hierro ·
7 Amavisca ·
8 Guerrero ·
9 Pizzi ·
10 Donato ·
11 Alfonso ·
12 Sergi Barjuán ·
13 Cañizares ·
14 Kiko ·
15 Caminero ·
16 Otero ·
17 Manjarín ·
18 Amor ·
19 Salinas ·
20 Nadal ·
21 Enrique ·
22 Molina ·
Coach: Clemente
1 Zubizarreta  ·
2 Ferrer ·
3 Aranzábal ·
4 Alkorta ·
5 Abelardo ·
6 Hierro ·
7 Morientes ·
8 Guerrero · 
9 Pizzi ·
10 Raúl ·
11 Alfonso ·
12 Sergi Barjuán ·
13 Cañizares ·
14 Campo ·
15 Aguilera ·
16 Celades ·
17 Etxeberria ·
18 Amor ·
19 Kiko ·
20 Nadal ·
21 Enrique ·
22 Molina ·
Coach: Clemente
1 Cañizares ·
2 Salgado ·
3 Aranzábal ·
4 Guardiola ·
5 Abelardo ·
6 Hierro  ·
7 Helguera ·
8 Fran ·
9 Munitis ·
10 Raúl ·
11 Alfonso ·
12 Sergi Barjuán ·
13 Casillas ·
14 Gerard ·
15 Engonga ·
16 Mendieta ·
17 Etxeberria ·
18 Jémez ·
19 Velasco ·
20 Urzaíz ·
21 Valerón ·
22 Molina ·
Coach: Camacho
1 Cañizares ·
2 Capdevila ·
3 Marchena ·
4 Albelda ·
5 Puyol ·
6 Helguera ·
7 Raúl  ·
8 Baraja ·
9 Torres ·
10 Morientes ·
11 Luque ·
12 Gabri ·
13 Aranzubia ·
14 Vicente ·
15 Bravo ·
16 Alonso ·
17 Etxeberria ·
18 César ·
19 Joaquín ·
20 Xavi ·
21 Valerón ·
22 Juanito ·
23 Casillas ·
Coach: Sáez
1 Casillas ·
2 Salgado ·
3 Pernía ·
4 Marchena ·
5 Puyol ·
6 Albelda ·
7 Raúl  ·
8 Xavi ·
9 Torres ·
10 Reyes ·
11 García ·
12 López ·
13 Iniesta ·
14 Alonso ·
15 Ramos ·
16 Senna ·
17 Joaquín ·
18 Fàbregas ·
19 Cañizares ·
20 Juanito ·
21 Villa ·
22 Ibáñez ·
23 Reina ·
Coach: Aragonés